# بول كنودسن
بول كنودسن (بالدنماركية: Poul Knudsen)‏ (مواليد 25 سبتمبر 1951) هو ملاكم دنماركي، مثّل بلاده في الألعاب الأولمبية الصيفية 1972.

## روابط خارجية
بول كنودسن على موقع بوكس ريك (الإنجليزية) (registration required)
- بول كنودسن على موقع أوليمبيديا (الإنجليزية)